# Carabus martviliensis
Carabus (Neoplectes) martviliensis — вид жужелиц рода Carabus, подрода Neoplectes, эндемичный для западной Грузии.

## Систематика
C. martviliensis по внешнему виду хорошо отличается от всех остальных представителей подрода Neoplectes, по строению эндофаллуса наиболее близок C. mellyi, от которого так же отличается строением гениталий самцов. Ниже приводится сравнительная таблица между близкими видами.

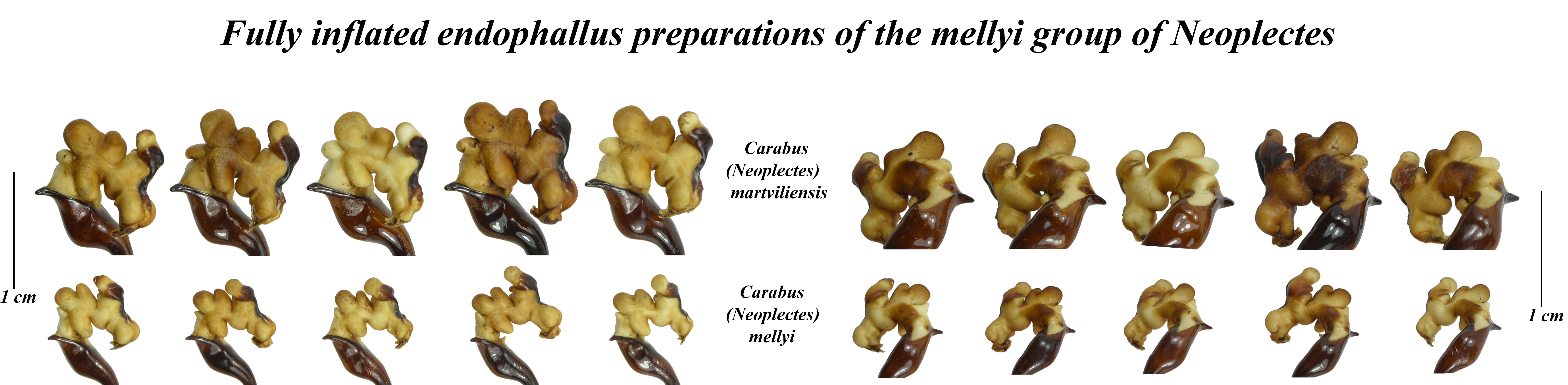
Сравнительная таблица строения эндофаллуса группы "Neoplectes mellyi"

## Подвиды
ssp. martviliensis (RETEZAR & DJAVELIDZE, 1992)
Типовое место: «Mingrelia, regio vicina Martvili, Caucasus centralis, 500m; valley of river Tekhuri, 300m.».
ssp. mzekalae (FOMINYKH, ZAMOTAJLOV & TITARENKO, 2019)
Типовое место: "«Georgia, Lechkhumi Mt.Range, left bank of river Tskhenistskali near Dzedzileti, 520 m; 620 m; left bank of river Tskhenistskali near Dzedzileti, NW slopes of Mt. Gormagali, 770 m; Imereti, left bank of river Semi near Melouri, 475m»..

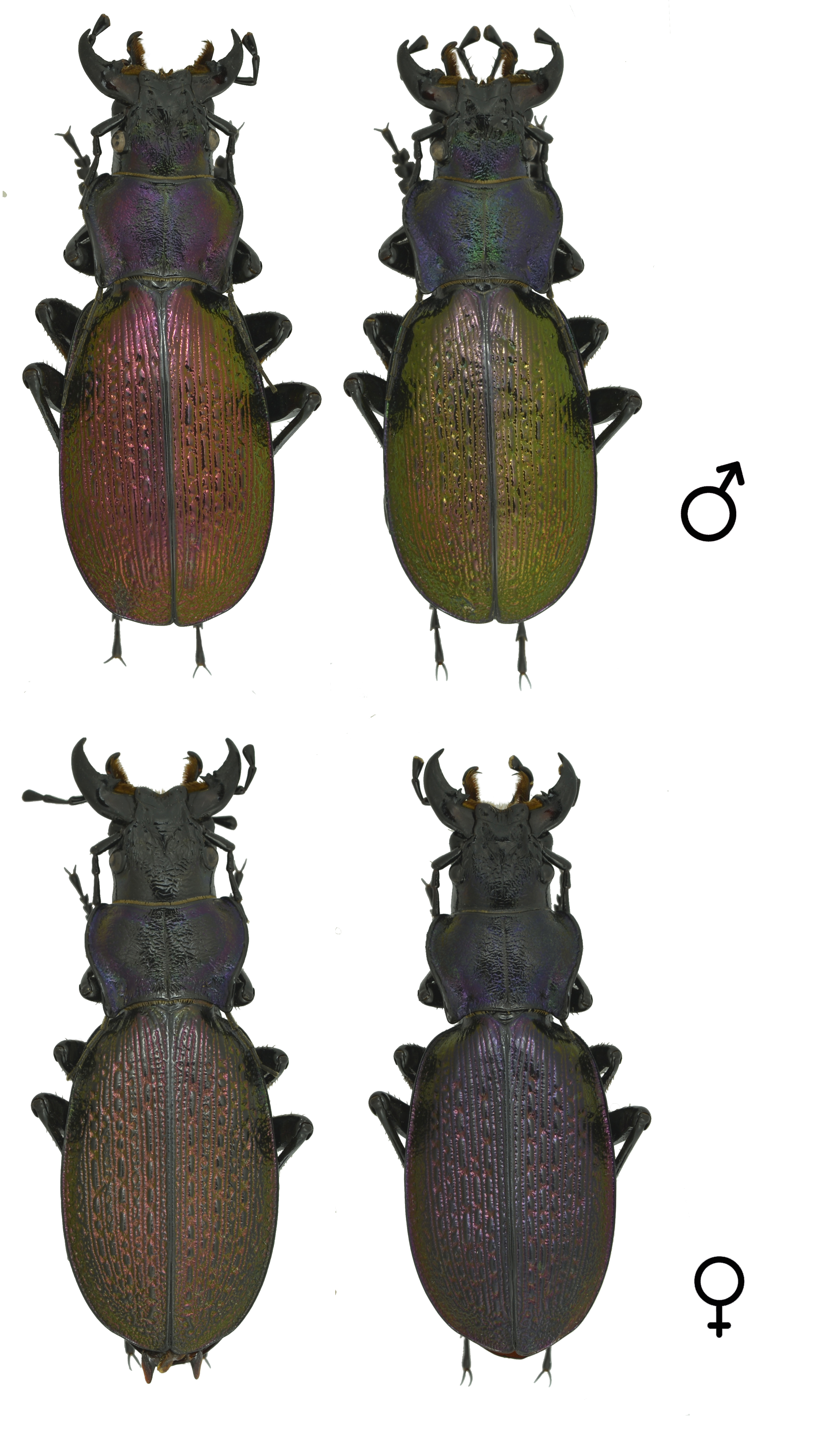
Carabus martviliensis martviliensis

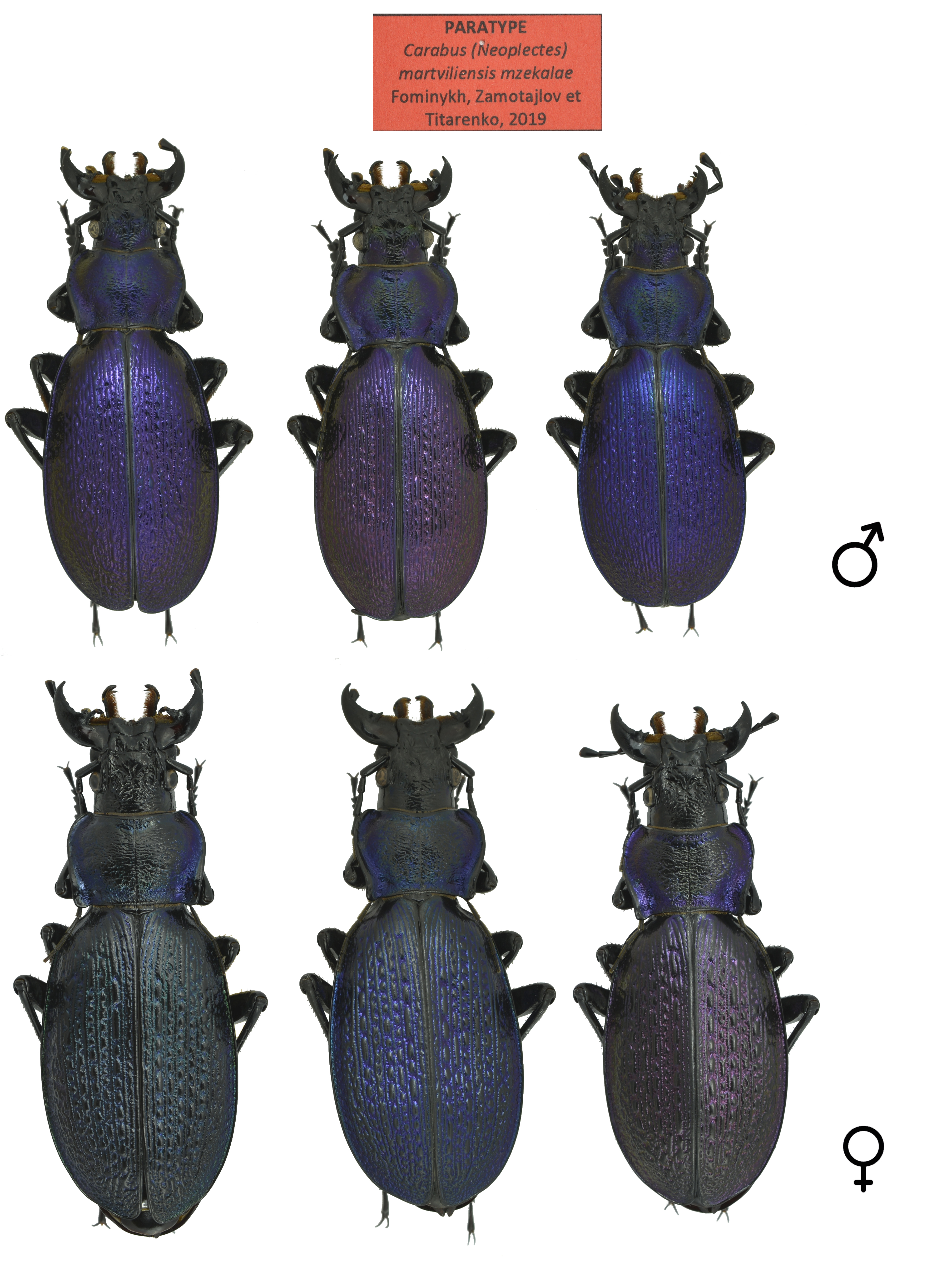
Carabus martviliensis mzekalae

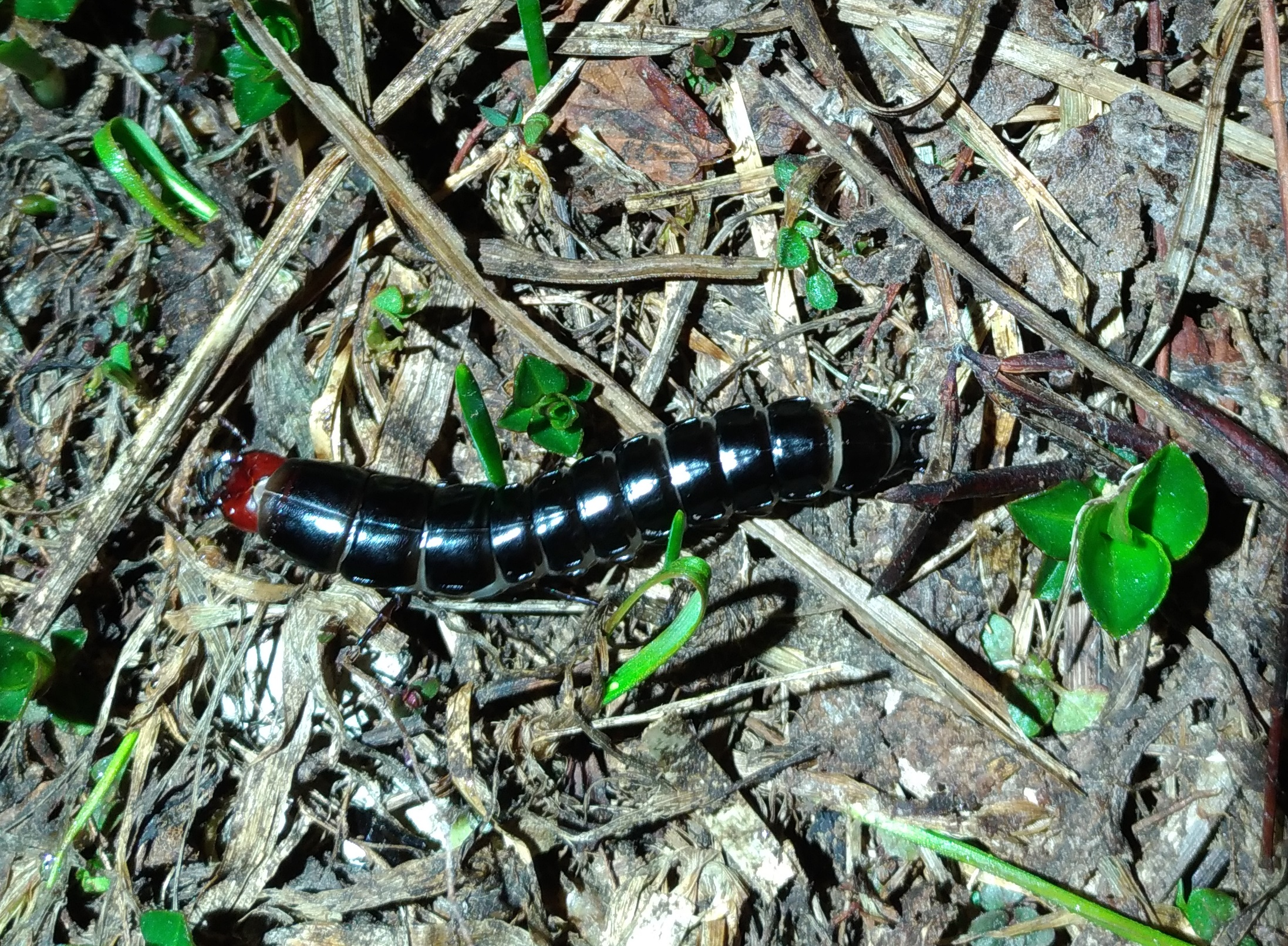
Личинка Carabus martviliensis

Между собой подвиды четко разделены географически большой рекой - Цхенисцкали..

## Ареал
Вид распространен. в центральной и западной части республики Грузия, между двумя реками Техури и Риони, на южных и западных склонах плато Асхи и горы севернее города Кутаиси.

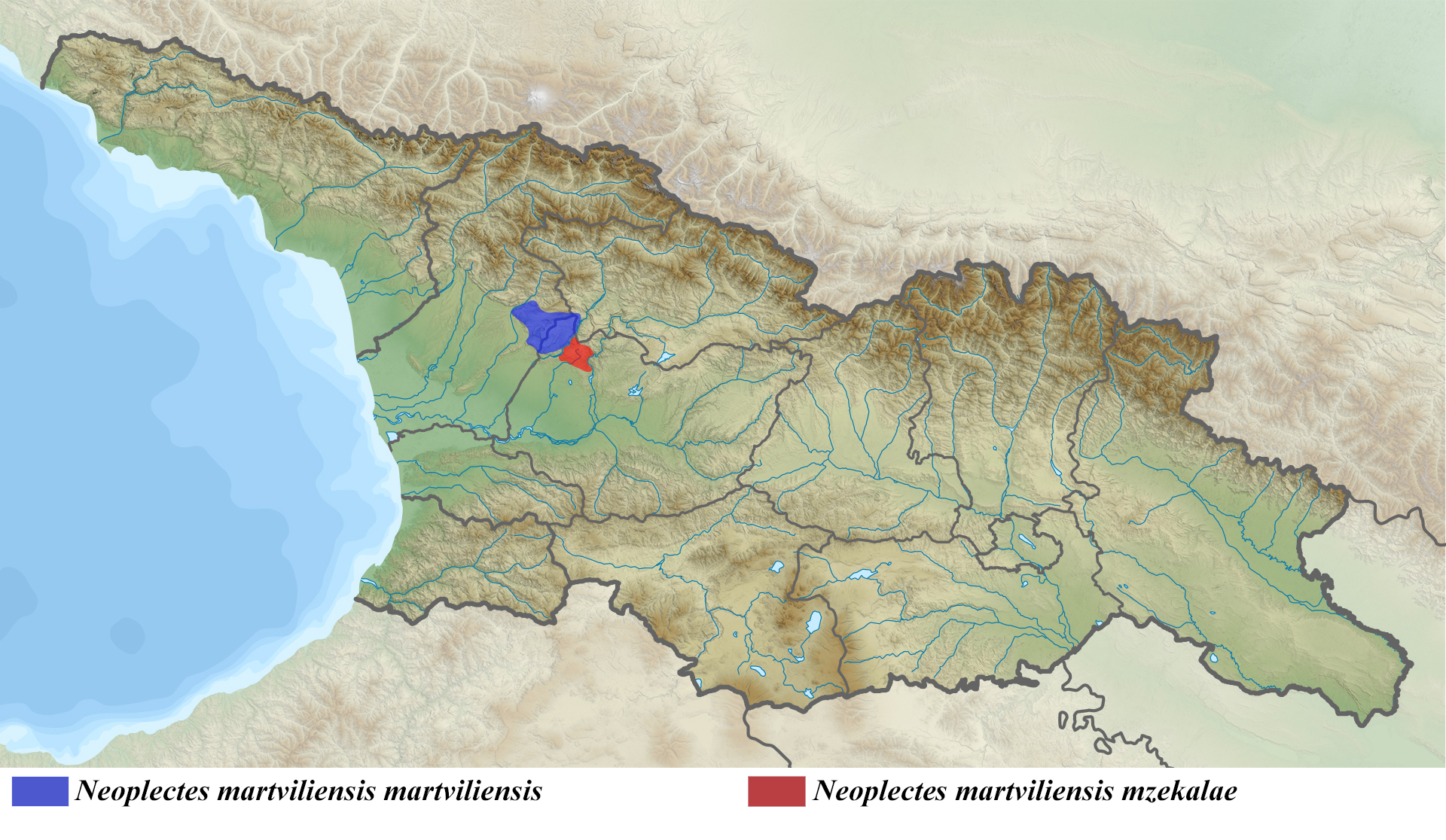
Карта распространения Carabus (Neoplectes) martviliensis

## Особенности экологии
Вид обитает от высоты 300 метров над уровнем моря, поднимаясь до высоты 2100 метров над уровнем моря. Максимальная плотность отмечена в зоне влажных буковых лесов и в зоне альпийских лугов, ниже, в зоне субтропического леса и в зарослях самшита (Buxus colchica) плотность заметно более низкая. Имаго активны с момента таяния снега.

## Этимология
Название вида происходит от названия села Мартвили, являющегося административным центром муниципалитета, на территории которого были собраны первые экземпляры вида.
Подвид mzekalae назван в честь богини грузинского эпоса - Мзекала (груз. მზექალა).